# Großmoltenhof
Die Wüstung Großmoltenhof befindet sich auf der Gemarkung von Endersbach, einem Stadtteil von Weinstadt im baden-württembergischen Rems-Murr-Kreis. Von der Siedlung haben sich keine Überreste erhalten.

## Lage
Die Hofstelle befand sich zwischen Endersbach und Stetten im Remstal, in etwa zwischen der L1199 und der L1201 an der Brücke über den Haldenbach.

## Geschichte

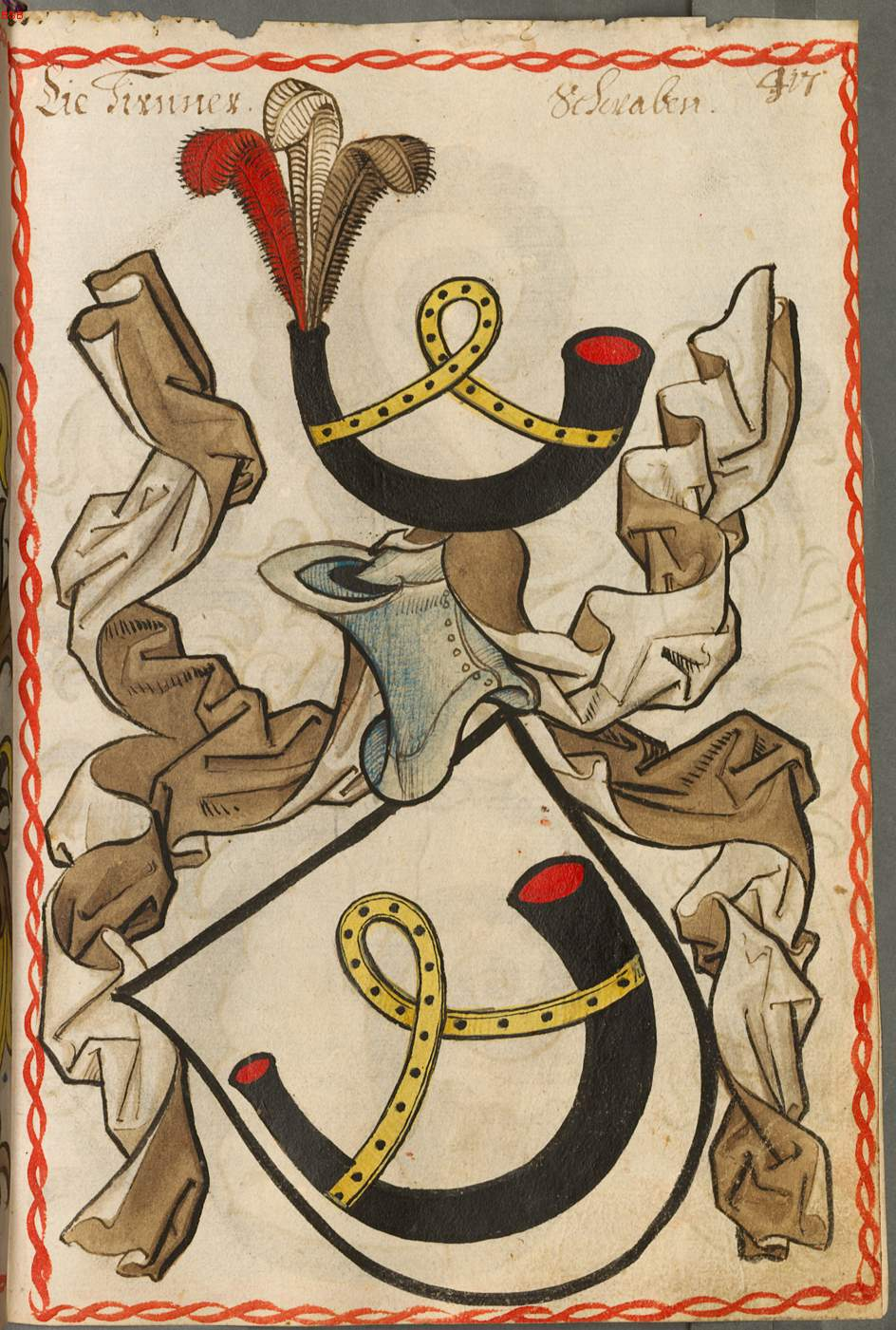
Wappen der Dürner von Dürnau

Der Hof war nach der Flur benannt, auf der er einst stand. Erstmals erwähnt wurde die Siedlung in einer in Esslingen ausgestellten Urkunde von 17. Oktober 1357. An dieser Urkunde waren drei Siegel befestigt, darunter das Siegel eines Johann von Großmolt. Dieses Siegel entspricht jedoch exakt dem Wappen der Dürner von Dürnau. Vermutlich war der genannte Johann von Großmolt ein Mitglied der Familie Dürner, der sich nach dem Erwerb des Großmoltenhofs Johann von Großmolt nannte. Die Dürner von Dürnau war eine einflussreiche Adelsfamilie und stand in Diensten des Hauses Württemberg. Sie hatten einen umfangreichen Grundbesitz im Remstal, beispielsweise gehörte ihnen die Burg Schnait. Später verarmte dieses Geschlecht und musste einen Großteil seiner Güter verkaufen. Der Großmoltenhof dürfte im Städtekrieg 1449–1450 erstmals verwüstet worden sein. Nach einem Lagerbuch von 1647 war das wahrscheinlich nicht mehr bewohnte Gebiet Großmolten im Besitz des Conrad Thumb von Neuburg. Dieser war durch den Dreißigjährigen Krieg finanziell ruiniert worden und konnte seit 1634 keine Abgaben mehr entrichten. 20 Jahre später fiel Stetten mit dem ehemaligen Besitz der Thumben an das Haus Württemberg.